# Dromolaksia-Meneu
Dromolaksia-Meneu (gr. Δρομολαξιά-Μενεού) – miasto w Republice Cypryjskiej, w dystrykcie Larnaka. Składa się z dwóch części: Dromolaksia i Meneu. W 2011 roku łączna liczba mieszkańców tych ówczesnych dwóch miejscowości wynosiła 6689 mieszkańców.